# Rhodopina tonkinensis
Rhodopina tonkinensis là một loài bọ cánh cứng trong họ Cerambycidae.